# Brownlowia tersa
Brownlowia tersa är en malvaväxtart som först beskrevs av Carl von Linné, och fick sitt nu gällande namn av André Joseph Guillaume Henri Kostermans. Brownlowia tersa ingår i släktet Brownlowia och familjen malvaväxter. Inga underarter finns listade i Catalogue of Life.